# Петрашовка (Глобинский район)
Петрашовка (укр. Петрашівка) — село,
Броварковский сельский совет,
Глобинский район,
Полтавская область,
Украина.
Код КОАТУУ — 5320680705. Население по переписи 2001 года составляло 365 человек.
Село указано на трехверстовке Полтавской области. Военно-топографическая карта.1869 года.

## Географическое положение
Село Петрашовка находится в 2-х км от левого берега Кременчугского водохранилища в районе Сульского лимана, на расстоянии в 0,5 км от села Броварки.
Рядом проходит автомобильная дорога Н-08.